# Carlos Ferello
Carlos Alberto Ferello (Buenos Aires, 21 aprile 1943) è un ex cestista argentino.

## Carriera
In Serie A ha vestito la maglia della Victoria Libertas Pesaro e della Brill Cagliari, segnando un totale di 4.566 punti.